# ماء معالج بالتريتيوم
المياه المعالجة بالتريتيوم هو شكل إشعاعي للمياه حيث يتم استبدال ذرات الهيدروجين العادية مع التريتيوم. في شكله النقي قد يسمى أكسيد التريتيوم (T2O أو 3H2O) أو المياه فائقة الثقل. T2O النقي هو يتعرض للتآكل بسبب الإنحلال الإشعاعي الذاتي. والماء المخفف معالج بالتريتيوم هو أساسا H2O بالإضافة إلى بعض (HTO) (3HOH). كما انها تستخدم بمثابة كاشفة لدراسات نقل المياه في بحوث علوم الحياة. وعلاوة على ذلك، لأنه يحدث بشكل طبيعي بكميات صغيرة، فإنه يمكن استخدامها لتحديد عمر السوائل المختلفة القائمة على المياه، مثل النبيذ أو الخمر.
ينبغي عدم الخلط مع الماء الثقيل، وهو أكسيد الديوتيريوم

## التطبيقات
المياه المعالجة بالتريتيوم يمكن استخدامها لقياس إجمالي حجم المياه في جسم واحد. الماء المعالج بالتريتيوم يوزع نفسه في جميع أجزاء الجسم نسبيا بسرعة . ويفترض أن تركيز الماء معالج بالتريتيوم في ال بول أن يكون شبيها إلى تركيز الماء المعالج بالتريتيوم في الجسم. بمعرفة القيمة الأصلية الماء المعالج بالتريتيوم التي تناولها ودرجة تركيزها، يمكن للمرء حساب حجم الماء في الجسم.
- كمية الماء المعالج بالتريتيوم (ملغ) = تركيز الماء المعالج بالتريتيوم (ملغ / مل) X حجم ماء الجسم (مل)
- حجم مياه الجسم (مل) = [كمية الماء المعالج بالتريتيوم (ملغ) - الكمية المفرز (ملغ)] / تركيز الماء المعالج بالتريتيوم (ملغ / مل)

## الآثار الصحية السلبية
يحتوي الماء المعالج بالتريتيوم على نظير الهيدروجين المشع التريتيوم. كطاقة منخفضة باعث بيتا مع نصف عمر حوالي 12 سنة، فإنه ليست خطيرة خارجيا (جسيمات بيتا غير قادرة على اختراق الجلد)، إلا أنها تكمن خطورة الإشعاع عند استنشاقه أو ابتلاعه عن طريق الطعام أو الماء، أو يمتص من خلال الجلد.